# سنجاب‌ماهی‌های ژرف‌زی
سنجاب‌ماهی‌های ژرف‌زی (نام علمی: Berycidae) نام یک تیره از راسته سنجاب‌ماهی‌سانان است.